# 500px
500px est un site web communautaire de partage de photographies, basé à Toronto (Canada) et fondé par Oleg Gutsol et Evgeny Tchebotarev le jour d'Halloween en 2009.
500px est perçu comme un lieu d'exposition, d'inspiration et de connexion entre photographes. Il facilite les communications directes entre les photographes et les clients. En janvier 2018, le site revendique 13 millions d'utilisateurs enregistrés.

## Histoire
Evgeny Tchebotarev a lancé 500px en 2003 sur le site de blogging LiveJournal, au début comme passe-temps lors de ses études d'économie à l'université Ryerson. À l'époque, le nombre de 500 pixels pour la résolution des photos pour l'affichage web était la norme. Une fois soumis et modérées, seules les photographies de meilleure qualité sont retenues en vue d'une publication.
Début 2009, Tchebotarev s'associe avec Oleg Gutsol pour lancer officiellement la start-up 500px le 31 octobre 2009,. À cette occasion, la taille de l'image passe de 500 à 900 pixels tout en conservant le nom original du site. La même année, la plateforme comptabilise 1 000 utilisateurs selon les rumeurs.
Fin novembre 2012, le site atteint 1,5 million d'utilisateurs.
Le blog de 500px est nommé l'un des meilleurs blogs de 2012, par le magazine Time.
En juillet 2015, 500px lève 13 millions de dollars de financement par son investisseur Visual China Group pour accroître son développent commercial.
En août 2015, l'entreprise publie sa première application sur iOS.
En septembre 2015, Google annonce un partenariat avec 500px pour son produit Chromecast. Plus de 20 millions d'utilisateurs de Chromecast peuvent désormais visualiser une collection organisée des photos de 500px à travers leur écran HD. Ils peuvent découvrir les photographes qui les ont pris via les liens d'attribution.
En août 2016, 500px annonce le lancement de son système de certification des comptes pour les marques, dont Red Bull Media House sera le premier groupe bénéficiaire pour le partage de ses œuvres exclusives sur la plateforme.
En novembre 2016, l'entreprise lance 500px Studio permettant aux marques d'acheter des photographies personnalisées à la demande auprès des photographes de la plateforme.
En août 2017, 500px annonce le support pour les images à large gamme.
Le 26 février 2018, Visual China Group rachète 500px. Cela entraîne en conséquence la fermeture de 500px Marketplace, redirigeant ses utilisateurs sur Getty Images et VCG. Par ailleurs, le 1er juillet 2018, la société annonce la suppression du support des licences Creative Commons de ses fonctionnalités de publication et de recherche ainsi qu'une purge totale de toutes les images publiées sous cette licence,.

## Technologie
500px possède un algorithme en place favorisant dans les tendances les photographies récemment mises en ligne qui connaissent une visibilité croissante en termes de vues, de goûts et de commentaires, tout en donnant une note à chaque photo appelée Pulse. Plus le Pulse est élevé, plus la photographie possède une visibilité élevée[citation nécessaire]. Cet algorithme permet à tous les utilisateurs, mais pas seulement ceux qui suivent, d'avoir une chance que leurs photos soient figurées sur la page des tendances, augmentant ainsi de fait leur popularité. Ce qui motive les utilisateurs à téléverser de nouvelles images régulièrement.
Chaque utilisateur possède une note globale appelée Affection, prenant en compte les goûts et les favoris reçus à travers toutes les photos, une indication fiable relative à la popularité d'un photographe au sein de la communauté.
Les applications pour Android, l'iPhone,, l'iPad sont disponibles. Par ailleurs, les versions Windows Phone 8 et Windows 8 sont clôturées fin avril 2015.

## Controverses
Le 12 avril 2012, les conditions d'utilisation de 500px sont évoquées dans la une du célèbre Hacker News, attirant l'attention sur l'affichage les paragraphes en terme légal sur la partie gauche de la page et le résumé de ceux-ci sur le côté droit. Les critiques sont partagées, d'un côté les retours positifs de satisfaction, et de l'autre les retours négatifs estimant que 500px s'exposent volontairement à un risque indu.
Le 21 janvier 2013, Apple supprime les versions iPad de 500px sur son Apple Store après signalement de la présence de contenus relatifs à la nudité. L'application est restaurée par la suite en même temps que la publication d'une nouvelle version incorporant des indications « Mature 17+ » ainsi qu'un bouton de signalement.